# Niterói Rugby Football Clube
O Niterói Rugby Football Clube é um clube poliesportivo sediado em Niterói, no estado do Rio de Janeiro, Brasil, focado em rúgbi e handebol. Fundado em 10 de dezembro de 1973 por jogadores dissidentes do Rio Cricket e alunos de escolas locais, como o Centro Educacional de Niterói e o Liceu Nilo Peçanha, é a principal agremiação esportiva da cidade e a equipe mais vitoriosa do rúgbi fluminense, sendo o único clube do estado a ser campeão brasileiro e a disputar atualmente a elite do rúgbi nacional. É o segundo clube de rúgbi mais antigo do país.

## Rúgbi

### História
O Niterói Rugby Football Clube foi fundado em 10 de dezembro de 1973 por dissidentes do Rio Cricket e por alunos de escolas locais como o Centro Educacional de Niterói e o Liceu Nilo Peçanha. A idealização ocorreu na residência dos irmãos Colin e Ian Turnbull, na véspera de Natal, motivada por “uma geração de atletas que despontava no cenário esportivo em Niterói” e tinha afinidade com o rúgbi praticado no Rio Cricket.
Desde o início, o clube alinhou-se à Associação Brasileira de Rugby (ABR) e já em 1974, seu primeiro ano de competição, foi campeão invicto da Segunda Divisão do Campeonato Brasileiro de Rugby XV, vencendo o SPAC B, Bauru, Barbarians B, Poli (USP), Nippon e Federal. No ano seguinte, em 1975, ampliou sua estrutura, passando a disputar com dois times em ambas as divisões (Primeira e Segunda).
A consagração nacional ocorreu em 1976, com a conquista do Campeonato Brasileiro de Primeira Divisão ao derrotar o SPAC. Ao longo das décadas seguintes, o clube se tornou hexacampeão brasileiro de rúgbi, com títulos em 1976, 1979, 1983, 1984, 1986 e 1990, além de ter sido vice-campeão nacional em 12 edições.
A partir da década de 1990, o rúgbi no Rio de Janeiro sofreu retração, o que também afetou o Niterói. Ainda assim, em 2004, o clube voltou a brilhar ao vencer a Copa do Brasil de Rugby. Seu time feminino marcou presença nacionalmente, sendo o único clube brasileiro com quatro títulos brasileiros no sevens.
Entre as figuras de maior destaque na história do clube está Colin Turnbull, atleta multiesportista que atuou como centro no rúgbi e foi fundamental na fundação, sucesso esportivo e na popularização da modalidade em escolas locais. Outro nome emblemático foi o de Pedro Cardoso, parceiro de Colin na formação de centros e convocado para a seleção sul-americana – os Jaguares – além de ser um dos pioneiros no desenvolvimento do handebol do clube.

### Títulos

#### Masculino
| ADULTO MASCULINO                                                  | ADULTO MASCULINO                  | ADULTO MASCULINO                    | ADULTO MASCULINO |
|                                                                   | Competição                        | Títulos                             | Temporadas |
| ----------------------------------------------------------------- | --------------------------------- | ----------------------------------- | --- |
|                                                                   | Campeonato Brasileiro de Rugby    | 6                                   | 1976, 1979, 1983, 1984, 1986 e 1990 |
| Campeonato Brasileiro de Rugby da Série B                         | 2                                 | 1974 e 2015                         | |
| Copa do Brasil de Rugby                                           | 1                                 | 2004                                | |
|                                                                   | Campeonato Fluminense de Rugby XV | 25                                  | 1978, 1979, 1981, 1982, 1983, 1984, 1985, 1986, 1987, 1988, 1989, 2005, 2006, 2007, 2008, 2009, 2010, 2012, 2013, 2015, 2018, 2019, 2022, 2023 e 2024 |
| Campeonato Fluminense de Rugby Sevens                             | 6                                 | 2010, 2014, 2017, 2019, 2021 e 2022 | |
|                                                                   | Taça Irmãos Turnbull              | 1                                   | 2016 |
|                                                                   | Circuito de Ten-a-Side Fluminense | 1                                   | 2006 |
|                                                                   | Torneio Niterói de Rugby de Praia | 4                                   | 2003, 2004, 2005 e 2006 |
| Torneio Internacional "SEVENS IN THE SAND" Taça Cidade de Niterói | 5                                 | 1984, 1986, 1987, 1988 e 1989       | |
|                                                                   | São Paulo Lions Sevens Rugby Cup  | 1                                   | 2006 |
|                                                                   | Seven de Inverno de Atibaia       | 1                                   | 2004 |
|                                                                   | Tatuí Rugby Sevens                | 1                                   | 2002 |
|                                                                   | Torneio Rugby Cantão/Maldita      | 1                                   | 1986 |
| JUVENIL MASCULINO                                                 |                                   |                                     | |
|                                                                   | Competição                        | Títulos                             | Temporadas |
|                                                                   | Campeonato Fluminense de Rugby    | 6                                   | 2004, 2006, 2007, 2012, 2013 e 2014 |
|                                                                   | Torneio Niterói de Rugby de Praia | 2                                   | 2004 e 2005 |
| Seven Juvenil do Vila Real                                        | 2                                 | 2006 e 2007                         | |
| Nikity Rugby Seven-a-Side                                         | 1                                 | 2008                                | |
| Campeonato Brasileiro Juvenil Etapa Niteroiense                   | 1                                 | 2005                                | |
|                                                                   | São Paulo Lions Sevens Rugby Cup  | 2                                   | 2006 e 2013 |
| Torneio Cidade de São Paulo de Rugby Seven-a-Side                 | 1                                 | 2000                                | |

#### Feminino
| ADULTO FEMININO                        | ADULTO FEMININO                     | ADULTO FEMININO | ADULTO FEMININO            |
|                                        | Competição                          | Títulos         | Temporadas                 |
| -------------------------------------- | ----------------------------------- | --------------- | -------------------------- |
|                                        | Circuito Brasileiro de Rugby Sevens | 4               | 2008/09, 2017, 2018 e 2023 |
| Circuito Brasileiro de Ten-a-Side      | 1                                   | 2004            |                            |
|                                        | Torneio Niterói de Rugby de Praia   | 2               | 2005 e 2006                |
| Torneio Ten-a-Side de Niterói          | 1                                   | 2004            |                            |
| Nikity Rugby Seven-a-Side              | 1                                   | 2008            |                            |
|                                        | Torneio Floripa Rugby Sevens        | 1               | 2010                       |
| Triangular Amistoso                    | 1                                   | 2001            |                            |
|                                        | São Paulo Lions Sevens Rugby Cup    | 1               | 2005                       |
| Torneio Donovan & Macintyre Ten-a-Side | 1                                   | 2004            |                            |
|                                        | Seven de São José dos Campos        | 1               | 2008                       |
|                                        | Seven de São Roque                  | 1               | 2004                       |
|                                        | Seven de Inverno de Atibaia         | 1               | 2003                       |

## Handebol

### História
A seção de handebol nasceu em 1981, quando atletas locais, então vinculados ao Flamengo, cansados da falta de estrutura em grandes clubes, migraram para o Niterói Rugby. A fundação formal foi facilitada por profissionais de educação física, com destaque para o niteroiense Ronaldo Barros Goldoni, que havia estudado técnicas modernas na Romênia e foi responsável pela difusão do esporte.
O próprio Colin Turnbull foi peça-chave, estimulando a formação de escolinhas e popularizando o handebol no clube. O Niterói Rugby venceu o Campeonato Carioca Adulto Masculino logo em 1981 — inclusive num confronto memorável contra o Flamengo — repetindo o título em 1983 e 1985.
Nos primeiros cinco anos, o clube conquistou quatro títulos estaduais na categoria adulto masculino, além de obter posições de destaque na Taça Brasil de Clubes Campeões: 3º em 1982, 4º em 1983 e 5º em 1984.
Durante os anos 1990, o foco migrou para as categorias de base, gerando cinco títulos nacionais juvenis — três no masculino e dois no feminino. O Niterói formou atletas que alcançaram destaque internacional, como Bruno Bezerra de Menezes Souza (estrela na Bundesliga alemã e eleito ao All-Star Team pela IHF), Diogo Kent Hubner (Melhor Jogador das Américas nas categorias cadete e juvenil) e Fernando Pacheco Filho (“Zeba”), todos atuantes na seleção brasileira.

### Títulos

#### Masculino
| ADULTO MASCULINO                     | ADULTO MASCULINO                                | ADULTO MASCULINO                                                                    | ADULTO MASCULINO                                                  |
|                                      | Competição                                      | Títulos                                                                             | Temporadas                                                        |
| ------------------------------------ | ----------------------------------------------- | ----------------------------------------------------------------------------------- | ----------------------------------------------------------------- |
|                                      | Campeonato Brasileiro de Beach Handball         | 5                                                                                   | 2017, 2019, 2021, 2022 e 2024                                     |
|                                      | Campeonato Carioca de Handebol                  | 10                                                                                  | 1981, 1982, 1983, 1985, 1992, 2010, 2011, 2012, 2016 e 2017       |
| Campeonato Carioca de Beach Handball | 14                                              | 1990, 1991, 1992, 1994, 2010, 2013, 2014, 2015, 2016, 2017, 2018, 2019, 2021 e 2022 |                                                                   |
|                                      | Torneio Internacional de Niterói                | 1                                                                                   | 1989                                                              |
|                                      | Desafio Rio x Niterói de Beach Handball         | 1                                                                                   | 2007                                                              |
| JÚNIOR MASCULINO                     |                                                 |                                                                                     |                                                                   |
|                                      | Competição                                      | Títulos                                                                             | Temporadas                                                        |
|                                      | Campeonato Brasileiro de Handebol               | 1                                                                                   | 1991                                                              |
|                                      | Campeonato Carioca de Handebol                  | 8                                                                                   | 1983, 1984, 1988, 1990, 1991, 1995, 1996 e 1997                   |
|                                      | Taça Brasil de Clubes Campeões                  | 2                                                                                   | 1989 e 1992                                                       |
| JUVENIL MASCULINO                    |                                                 |                                                                                     |                                                                   |
|                                      | Competição                                      | Títulos                                                                             | Temporadas                                                        |
|                                      | Campeonato Brasileiro de Beach Handball         | 1                                                                                   | 2022                                                              |
| Campeonato Brasileiro de Handebol    | 3                                               | 1989, 1990 e 1992                                                                   |                                                                   |
|                                      | Campeonato Carioca de Handebol                  | 11                                                                                  | 1982, 1983, 1988, 1989, 1990, 1991, 1992, 1999, 2000, 2002 e 2007 |
|                                      | Itajaí International Handball Cup               | 1                                                                                   | 2008                                                              |
|                                      | Campeonato Carioca de Handebol de Areia Juvenil | 1                                                                                   | 2010                                                              |
| CADETE MASCULINO                     |                                                 |                                                                                     |                                                                   |
|                                      | Competição                                      | Títulos                                                                             | Temporadas                                                        |
|                                      | Campeonato Brasileiro de Beach Handball         | 4                                                                                   | 2016, 2018, 2022 e 2024                                           |
|                                      | Campeonato Carioca de Handebol                  | 10                                                                                  | 1987, 1988, 1989, 1994, 1997, 1996, 1998, 1999, 2002 e 2004       |
| Campeonato Carioca de Beach Handball | 2                                               | 2002, 2025                                                                          |                                                                   |
|                                      | São Caetano Cup                                 | 2                                                                                   | 2006 e 2007                                                       |
| INFANTIL MASCULINO                   |                                                 |                                                                                     |                                                                   |
|                                      | Competição                                      | Títulos                                                                             | Temporadas                                                        |
|                                      | Campeonato Carioca de Handebol                  | 9                                                                                   | 1990, 1991, 1992, 1993, 1994, 1995, 1996, 2002 e 2005             |
| MASTER MASCULINO                     |                                                 |                                                                                     |                                                                   |
|                                      | Competição                                      | Títulos                                                                             | Temporadas                                                        |
|                                      | Campeonato Brasileiro de Handebol               | 2                                                                                   | 2008 e 2009                                                       |

#### Feminino
| ADULTO FEMININO   | ADULTO FEMININO                             | ADULTO FEMININO | ADULTO FEMININO   |
|                   | Competição                                  | Títulos         | Temporadas        |
| ----------------- | ------------------------------------------- | --------------- | ----------------- |
|                   | Campeonato Brasileiro de Beach Handball     | 1               | 2024              |
|                   | Torneio Geração Guaraplus de Beach Handball | 1               | 2008              |
|                   | Itajaí International Handball Cup           | 1               | 1999              |
|                   | Lacanau Beach Handball Xperience            | 1               | 2025              |
| JÚNIOR FEMININO   |                                             |                 |                   |
|                   | Competição                                  | Títulos         | Temporadas        |
|                   | Campeonato Carioca de Handebol              | 1               | 1999              |
| JUVENIL FEMININO  |                                             |                 |                   |
|                   | Competição                                  | Títulos         | Temporadas        |
|                   | Campeonato Carioca de Handebol              | 2               | 1998 e 1999       |
| CADETE FEMININO   |                                             |                 |                   |
|                   | Competição                                  | Títulos         | Temporadas        |
|                   | Campeonato Brasileiro de Handebol           | 2               | 1997 e 1998       |
|                   | Campeonato Carioca de Handebol              | 3               | 1996, 1997 e 1999 |
| INFANTIL FEMININO |                                             |                 |                   |
|                   | Competição                                  | Títulos         | Temporadas        |
|                   | Campeonato Carioca de Handebol              | 1               | 1996              |